# 31-й отдельный дивизион бронепоездов

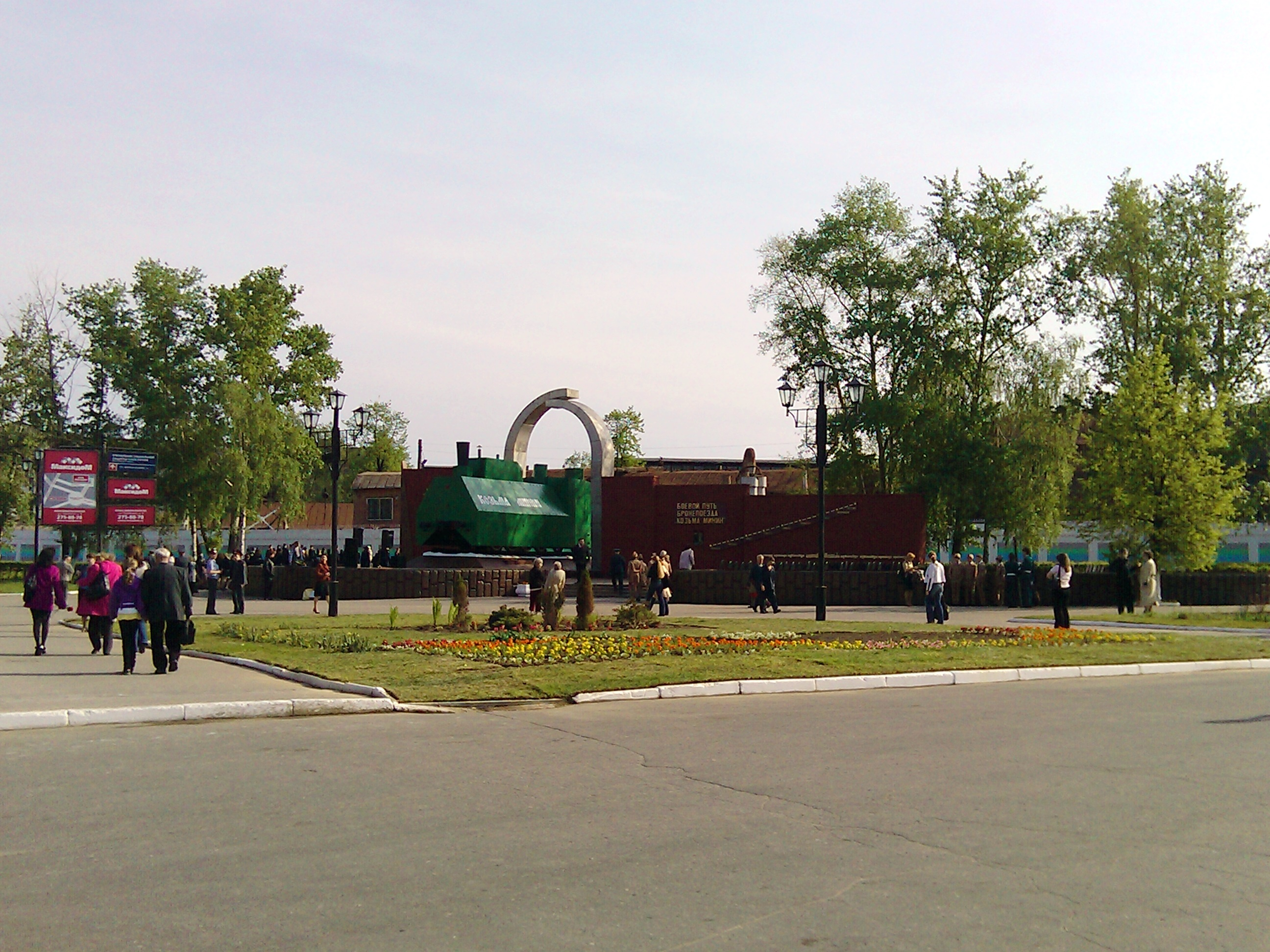
Мемориал бронепоезду «Козьма Минин» в Нижнем Новгороде.

31-й особый отдельный дивизион бронепоездов (31 ооднбп) — воинская часть автобронетанковых войск РККА вооружённых сил СССР в Великой Отечественной войне.
Первый в мире дивизион броневых поездов, который вскоре после сформирования получил на вооружение реактивную артиллерию в виде пусковых установок для реактивных снарядов М-8-24. Именно из-за этого дивизион получил в наименование прилагательное «особый».
В действующей армии с 1 мая 1942 года по 9 мая 1945 года. Дивизион бронепоездов прошёл боевой путь от Волги до Одера, закончив его под Берлином.
Полное действительное наименование воинской части, по окончании войны — 31-й особый отдельный Горьковско-Варшавский ордена Александра Невского дивизион броневых поездов.

## История
Дивизион бронепоездов сформирован в городе Горьком 21 февраля 1942 года. В него попали и некоторые бойцы, служившие до этого на бронепоезде № 46.
В 31-й дивизион бронепоездов входили штаб дивизиона (чёрный паровоз С-179, броневая дрезина БД-39, специальные вагоны: штабной, медпункт, мастерская, кухня-баня, жилые), и подразделения: горьковский и муромский именные броневые поезда, «№ 1 — Козьма Минин» и «№ 2 — Илья Муромец». По конструкции бронепоезда № 1 и 2 аналогичны — состояли из бронепаровоза (Ок № 139 и Ов № 4635 соответственно, броня закалённая, на Ок 30 — 45 мм, на Ов 30 мм) двух артиллерийских бронеплощадок (№ 847, № 848 и № 873, № 874 соответственно, броня закалённая 45 мм, вооружение каждой — две 76-мм пушки Ф-34 в башнях танков Т-34 и 6 пулемётов ДТ) и двух площадок ПВО № 891, 892 на каждой по 2 76-мм зенитные пушки Лендера и 2 пусковых установки М-8-24 реактивных снарядов М-8 или № 849, 850, на каждой по 2 25-мм зенитки и 2 пусковых установки М-8-24 реактивных снарядов М-8).
Автопарк дивизиона бронепоездов включал два броневых автомобиля БА-20 (возможно специальных железнодорожных), три мотоцикла М-72 и ИЖ-9, шесть грузовых автомашин ГАЗ-АА, две машины М-1 и две — ГАЗ-64. Личный состав дивизиона бронепоездов вместе с приданной десантно-миномётной ротой — 335 человек.
Особенность бронепоездов дивизиона — использование реактивной артиллерии, отсюда прилагательное «Особый».
С мая 1942 года 31 ооднбп передан в АБТВ 3-й армии.
На основании распоряжения начальника ГБТУ от 5.12.1942 г. бронепоезда получили новые номера: № 1 «Козьма Минин» — № 659, а № 2 «Илья Муромец» — № 702.
С 21 апреля 1943 года дивизион передан в АБТВ 61-й армии, и направлен на железнодорожный участок Белёв — Слаговищи.

Мы действовали в районе Белёв — Слаговищи в составе 61-й армии. Дорога проходила параллельно линии фронта, километрах в десяти — пятнадцати от передовой, так что вести активные боевые действия против наземных вражеских войск нам не представлялось возможным. Перед дивизионом стояла другая задача: взаимодействуя с гарнизоном города Белёв и войсками второго эшелона, уничтожать противника в глубине, если он прорвётся через передний край нашей обороны. Кроме того, мы по-прежнему должны были прикрывать железнодорожные узлы и станции от налётов вражеской авиации … . На станцию шло несколько десятков вражеских самолётов. Такого массированного налёта нам ещё никогда не приходилось отражать. Тут одним зенитчикам ни за что не справиться. Дружные залпы башенных орудий нарушили строй стервятников. Разбившись на две группы, они стали обходить станцию …

— В налёте участвовало шестьдесят три вражеских самолёта, — докладывал позднее Анисимов. — Сброшено около двухсот бомб. Почти все они легли за пределами станции. Главные станционные объекты не пострадали. Сбиты три самолёта противника".— Потехин А. С. 31-й Особый
В июле — августе 1943 года огнём зенитной артиллерии броневых поездов было сбито шесть самолётов авиации противника.
Отважно действовали в дни Курской битвы экипажи броневых поездов № 659 — «Козьма Минин» (командир — капитан Т. П. Белов), № 702 — «Илья Муромец» (капитан Н. Я. Клочко), обеспечивая огневую поддержку наступающим войскам 61-й армии.
4 мая 1944 года, в период боёв за освобождении города Ковель, в ходе артиллерийской дуэли с закрытых огневых позиций, при применении «Ильи Муромца» полностью разбит броневой поезд немцев.
31 октября 1944 года награждён орденом Александра Невского, получив полное наименование 31-й отдельный особый Горьковский ордена Александра Невского дивизион бронепоездов.
В течение полугода 31 ооднбп находился в оперативном подчинении командования 1-й армии Войска Польского ВС СССР. В январе 1945 года 1-я польская армия участвовала в освобождении Варшавы, части 6-й пехотной дивизии Войска Польского при артиллерийской поддержке 31-го особого отдельного дивизиона бронепоездов форсировали Вислу в районе Праги. В боях за освобождение польской столицы дивизион выполнил 73 артиллерийско-миномётных налёта, в результате чего подавлено и уничтожено 12 артиллерийских и миномётных батарей, 6 отдельных орудий и 12 пулемётов, не считая большого количества личного состава артиллерии и пехоты Вермахта.
За мужество и героизм личного состава, проявленный в боях за освобождение Варшавы от немецко-фашистских захватчиков, дивизион удостоен почётного наименования «Варшавский».
На счету дивизиона броневых поездов уничтоженный немецкий бронепоезд, 42 артиллерийско-миномётные батареи, 24 отдельных орудия, 14 дзотов, 94 пулемётные точки, 15 немецких самолётов.
6 мая 2010 года на железнодорожной станции Чернь в Тульской области на месте гибели командного состава отдельного дивизиона бронепоездов установлен памятник — бронепоезд-музей, восстановленный железнодорожниками локомотивного депо станции Узловая к 65-летию Великой Победы.
В мае 2012 года в живых оставалось два ветерана дивизиона

## Руководство

### Командиры
- майор Грушалевский Яков Саввич 4.1942 — 12.05.1942 (погиб 12.05.1942 во время авианалета),
- майор Баженов, Александр Петрович (с 5.1942),
- подполковник Бойко (1943),
- подполковник Сосенко Матвей Филимонович (с 6.1943, в 1942 - командир 10-го ОДБП),
- майор Морозов Владимир Михайлович 1944 — 1945
- подполковник Крохин Иван Антонович 6.1945 — 1946 (с 15.09.1941 - командир 1-го ОДБП ЮЗФ, затем - командир 59-го ОДБП ЮЗФ);
  - Заместитель командира дивизиона по строевой части майор Грушалевский Яков Саввич 2.1942 — 4.1942.[1]

### Комиссар
- Алексей Семёнович Потехин.[15]